# دووژنگوو
دووژنگوو (به لهستانی:  Dłużniów) یک روستا در لهستان است که در گمینا دووخوبچوو واقع شده‌است. دووژنگوو ۴۰ نفر جمعیت دارد.